# Okrągiełek
Okrągiełek (627 m) – szczyt w Paśmie Bukowskim w Beskidzie Małym. Znajduje się w północnym grzbiecie Wielkiej Góry zwanej też Kocierzem. Północny stok opada do potoku Wielka Puszcza, wschodni i zachodni – do dwóch jego dopływów (zachodni – do Roztoki).
Nazwę szczytu podaje już Aleksy Siemionow w „Ziemi Wadowickiej”. Góra jest w większości porośnięta lasem, tylko w dolnej części jej wschodnich stoków jest gęsta zabudowa przysiółka Wielka Puszcza, należącego do wsi Porąbka w województwie śląskim, w powiecie bielskim, gminie Porąbka. Szczyt znajduje się całkowicie w granicach tej wsi. Nie prowadzi przez niego żaden szlak turystyczny.